# Wilhelm August Julius Wrede
Wilhelm August Julius Wrede (* 23. Januar 1822 in Halberstadt; † 28. Dezember 1895 in Berlin) war ein Berliner Gutsbesitzer, Bankier und Spirituosenfabrikant.

## Leben

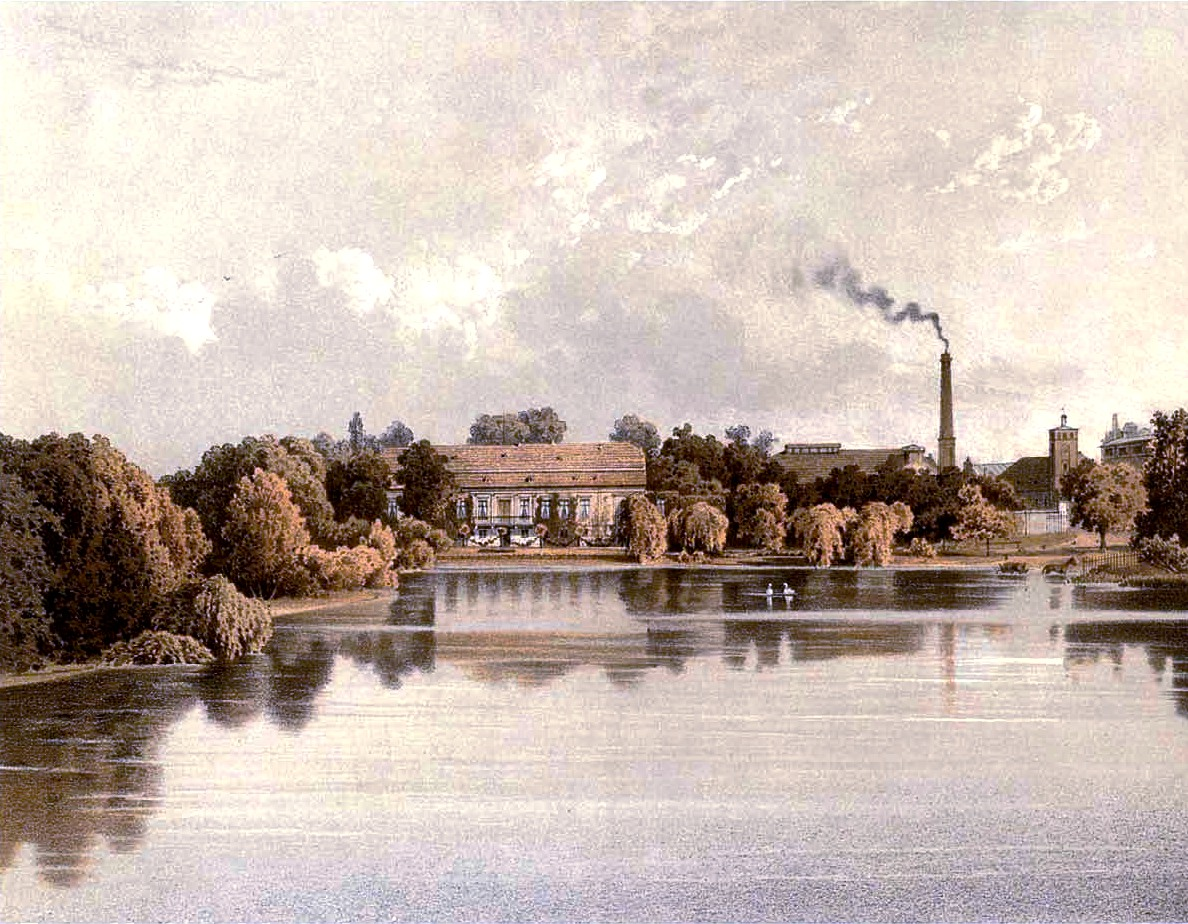
Rittergut Britz um 1860, Sammlung Alexander Duncker

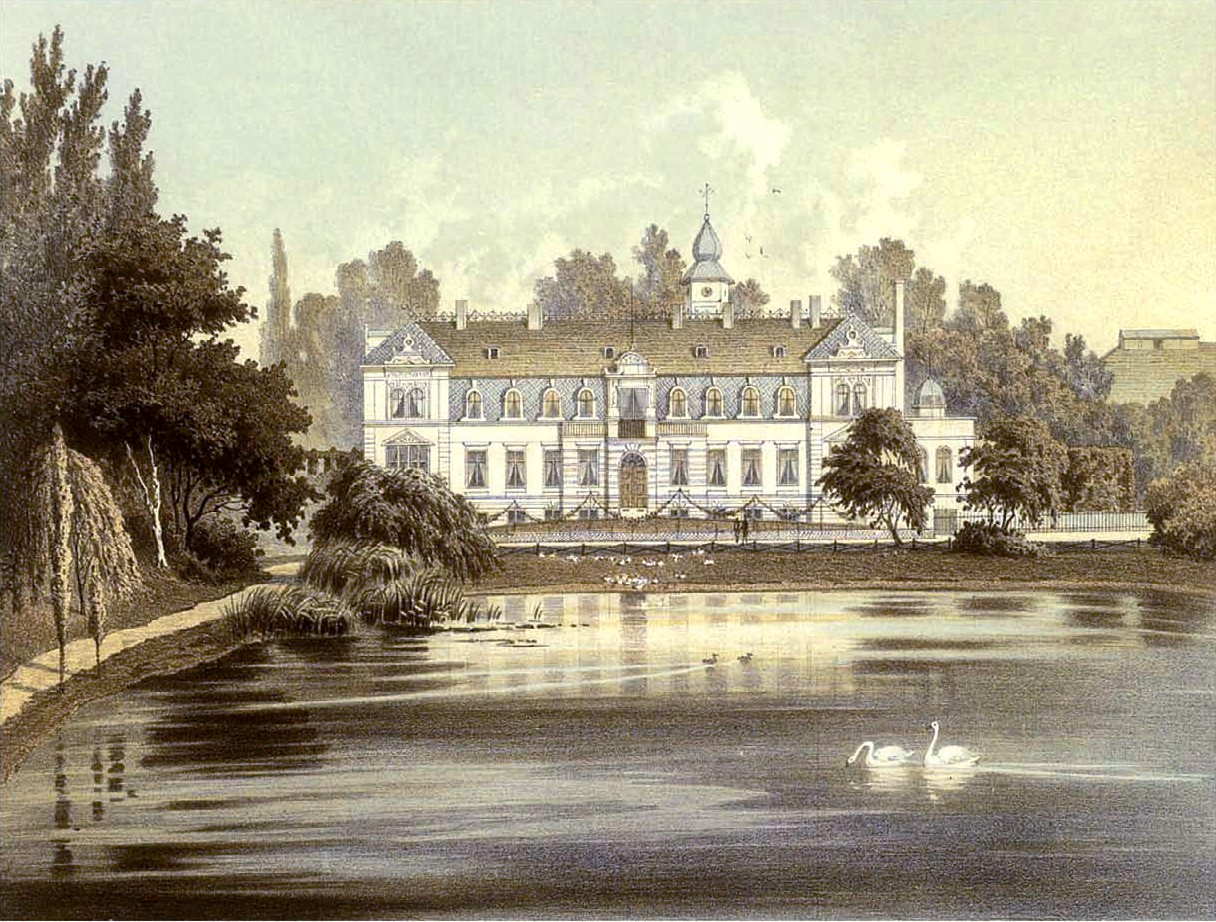
Rittergut Britz um 1880, Sammlung Alexander Duncker

Die Vorfahren stammen aus Thiede in Braunschweig. Seine Mutter war Marie Wiebach (* 1791), zweite Ehefrau des mehrfachen Fabrikanten Ludwig Wrede (* 1792) aus Thiede. Sein Hauptrufname war Julius; er begründete die genealogische Linie Britz der Familie Wrede. Julius Wrede selbst war Inhaber der Firma Gebr. Wrede, von Spritfabriken in Oschersleben und in Berlin, hinzu kam eine Zuckerfabrik in Brumby und die Mitinhaberschaft von Wrede u. Sohn.
1865 kaufte Wrede das Rittergut Britz in Berlin-Britz (heute zum Berliner Bezirk Neukölln gehörig) vom Königlichen Archivrat Friedrich Adolf Riedel (1809–1872), das dieser 1862 erworben hatte. Auch der Kronprinz Friedrich (später Kaiser Friedrich III.) und der Baumschulenbesitzer (und spätere Landesökonomierat) Franz Ludwig Späth hatten sich – allerdings vergeblich – um den Erwerb des Rittergutes bemüht. 1880 renovierte Wrede das Gutshaus und baute es um. 1890 ließ er den zugehörigen Park durch den Garteninspektor Wilhelm Nahlop mit typischen Elementen der Gartenkunst jener Zeit ausstatten.
In den Jahren 1868 bis 1871 ließ Wrede sich in der späteren Juliusstraße im heutigen Ortsteil Neukölln seinen Ruhesitz, die Juliusburg, erbauen.
Seine Ehefrau war Bertha Tölke (* 1828; † 1918), Tochter der Elisabeth Fußinger und des Fabrikbesitzers Karl Tölke. Das Ehepaar hatte sieben Kinder. Die Tochter Bertha heiratete 1874 in Britz den Mediziner Heinrich Irenaeus Quincke. Einer die jüngeren Söhne, Dr. jur. Otto Wrede, Gutsbesitzer in Hornhausen, heiratete 1891 Olga Charlotte Caroline de Voß, die aus einer Familie aus Flandern stammte. Der Sohn Karl wurde Major und erwarb die Rittergüter Diepensee und Schönefeld am südlichen Rand von Berlin. Erbe von Britz wurde seine Ehefrau.

## Ehrungen
Nach ihm sind in Berlin die ehemalige Wredebrücke (lokal auch Rudower Brücke genannt), die Brücke Nummer 48 in der Liste der Brücken über den Teltowkanal, sowie die Juliusstraße benannt.

## Genealogie
- Wrede 1, In: Deutsches Geschlechterbuch. Band XXXXVII (allgemein), Band 185 der Gesamtreihe. C. A. Starke, Limburg an der Lahn 1981, S. 399 f. ISSN 1438-7972.
- Bernhard Koerner (Hrsg.): Deutsches Geschlechterbuch. Genealogisches Handbuch bürgerlicher Familien. Band 36. C. A. Starke, Görlitz 1922, S. 509 f.; mbc.cyfrowemazowsze.pl (PDF).